# Гумерал
Гумерал (лат. [h]umeral — накидка), наплечный плат — деталь католического литургического облачения в западных литургических обрядах, представляющее собой широкую накидку (традиционно из шёлка), полностью покрывающую плечи и руки клирика вплоть до кистей.